# 증평소방서
증평소방서(曾坪消防署, Jeungpyeong Fire Station)는 충청북도 증평군을 관할하는 충청북도 소방본부 산하의 소방서이다.
소방서장은 소방정으로 보한다.

## 연혁
- 1994년 5월 21일: 증평소방서 개서
- 2005년 10월 25일: 진천소방서 분리
- 2014년 8월 22일: 괴산소방서 분리

## 조직
| - 소방행정과 - 소방행정팀 - 예산장비팀 | - 대응구조구급과 - 대응구조구급팀 - 지휘조사팀 | - 예방안전과 - 예방안전팀 - 민원지도팀 |

## 관할센터 및 관할구역
증평소방서는 1개의 119안전센터와 1개의 구조대를 산하에 두고 있다.
| 명칭                 | 사진 | 주소                 | 관할구역        | 지역대              |
| -------------------- | ---- | -------------------- | --------------- | ------------------- |
| 중앙119안전센터      |      | 증평읍 충청대로 1789 | 증평군 일원     | 도안119지역대(폐쇄) |
| 증평소방서 119구조대 |      | 증평읍 충청대로 1789 | 충청북도 증평군 |                     |

## 같이 보기
- 대한민국 소방청
- 대한민국의 소방
- 소방관 계급